# Wolf Children
Wolf Children (おおかみこどもの雨と雪, Ōkami Kodomo no Ame to Yuki) is een Japanse animefilm uit 2012.

## Samenvatting
Een alleenstaande moeder voedt haar twee kinderen op, die allebei half-weerwolf zijn.

## Rolverdeling
| Personage            | Cast                           | Cast                                 |
| Personage            | Japans                         | Engels                               |
| -------------------- | ------------------------------ | ------------------------------------ |
| Hana (花)            | Aoi Miyazaki                   | Colleen Clinkenbeard                 |
| De Wolfman           | Takao Osawa                    | David Matranga                       |
| Yuki (雪)            | Haru Kuroki Momoka Ono (kind)  | Jad Saxton Lara Woodhull (kind)      |
| Ame (雨)             | Yukito Nishii Amon Kabe (kind) | Micah Solusod Alison Viktorin (kind) |
| Sōhei Fujii          | Takuma Hiraoka                 | Jason Liebrecht                      |
| Moeder van Sōhei     | Megumi Hayashibara             | Lydia Mackay                         |
| Grootvader Nirasaki  | Bunta Sugawara                 | Jerry Russell                        |
| Meneer Nirasaki      | Takashi Kobayashi              | Kenny Green                          |
| Mevrouw Nirasaki     | Tomie Kataoka                  | Wendy Powell                         |
| Meneer Tanabe (田辺) | Shota Sometani                 | Sonny Strait                         |
| Hosokawa (細川)      | Tadashi Nakamura               | R. Bruce Elliott                     |
| Yamaoka (山岡)       | Tamio Oki                      | Bill Flynn                           |
| Tendō (天童)         | Hajime Inoue                   | Kent Williams                        |
| Kuroda               |                                | Mike McFarland                       |
| Mevrouw Horita       | Kumiko Aso                     | Jamie Marchi                         |
| Oom Horita           |                                | Mark Stoddard                        |
| Tante Horita         |                                | Melinda Wood Allen                   |
| Mevrouw Doi          | Mitsuki Tanimura               | Kate Oxley                           |
| Oom Doi              |                                | Bob Magruder                         |
| Tante Doi            |                                | Linda Leonard                        |
| Shino (信乃)         | Rino Kobayashi                 | Leah Clark                           |
| Bunko (文子)         | Chika Arakawa                  | Felecia Angelle                      |
| Sōko (荘子)          | Fuka Haruna                    | Alexis Tipton                        |
| Keno (毛野)          | Mone Kamishiraishi             | Kristi Kang                          |
| Tadatomo (忠与)      | Tensei Matsuoka                | Eric Vale                            |
| Radiopresentator     | Taichi Masu                    | J.C. Miller                          |